# Ratpenat de ferradura de Sulu
El ratpenat de ferradura de Sulu (Rhinolophus virgo) és una espècie de ratpenat de la família dels rinolòfids. Viu a les Filipines. El seu hàbitat natural és el bosc primari de terres baixes fins als límits més baixos dels boscos montans. No hi ha cap amenaça significativa per a la supervivència d'aquesta espècie, tot i que està afectada per desforestació.